# Зельонка (Пшисуський повіт)
Зельонка (пол. Zielonka) — село в Польщі, у гміні Гельнюв Пшисуського повіту Мазовецького воєводства.
Населення — 78 осіб (2011).
У 1975-1998 роках село належало до Радомського воєводства.

## Демографія
Демографічна структура станом на 31 березня 2011 року:
|          | Загалом | Допрацездатний вік | Працездатний вік | Постпрацездатний вік |
| -------- | ------- | ------------------ | ---------------- | -------------------- |
| Чоловіки | 40      | 8                  | 27               | 5                    |
| Жінки    | 38      | 6                  | 19               | 13                   |
| Разом    | 78      | 14                 | 46               | 18                   |